# Horcrux
Um "Horcrux" (uma horcrux, no Brasil, onde o termo é do gênero feminino) é um objeto mágico da série de livros Harry Potter, de J. K. Rowling, e foi citado pela primeira vez em Harry Potter e o Enigma do Príncipe. A natureza das horcruxes é ponto central em importantes eventos no sexto livro e para toda a série. O termo foi inspirado pela expressão em latim hor crux, que significa "sua cruz". O plural de horcrux é horcruxes.

## Definição
Horcruxes são feitiços proibidos que são ativados assim que o bruxo mata alguém e insere em objetos, uma parte de sua alma. Consequentemente, impede a morte de seu dono, visto que um pedaço de sua alma ainda está presa à Terra. Quando transferido para uma Horcrux, o fragmento de alma não pode se mudar novamente para outro objeto. Caso o objeto seja destruído, o fragmento de alma será destruído também. Existem, entretanto, poucos objetos poderosos o suficiente para destruir uma Horcrux: por exemplo, o Veneno do Basilisco. Outra forma de destruir uma Horcrux é fazendo com que seu dono sinta remorsos, mas o processo seria tão doloroso que poderia matá-lo.
Lord Voldemort (Tom Riddle) pesquisou sobre as Horcruxes quando ainda era um jovem estudante em Hogwarts. Pelo menos numa ocasião, ele perguntou a Horácio Slughorn - um dos professores - o que aconteceria se a pessoa dividisse a alma em sete partes. Horácio respondeu-lhe, mas escondeu o fato depois. Com a poção Felix Felicis, mais conhecida como Sorte Líquida, Harry consegue retirar-lhe essa lembrança, e explicou que para uma pessoa dividir sua alma em sete teria de matar sete pessoas e assim poderia fazer sete Horcruxes e, enquanto elas existirem, Lord Voldemort terá a vida eterna. Logo, a missão principal de Harry no último livro/filme da série é destruir todas as horcruxes, podendo assim causar a morte de Voldemort.
Dividir a alma é como dividir um átomo: algo que acreditava-se que fosse possível, mas muito difícil, e que pode trazer consequências catastróficas. O criador da primeira Horcrux foi o bruxo da Grécia Antiga Herpo, o Sujo, que também foi o criador do primeiro basilisco. Para criar uma horcrux, é preciso se utilizar de magia negra para preparar o objeto que vai receber o pedaço de alma que será utilizado como âncora contra a morte.

## Horcruxes de Voldemort
O desejo de Voldemort de ser imortal foi confiado na terrível magia das horcruxes. Segundo Alvo Dumbledore, Voldemort resolveu fazer seis horcruxes, tendo dividido sua alma em sete partes (já que um pedaço permanece no corpo da pessoa, o pedaço "matriz") escolhendo este número por ser considerado o número mágico mais poderoso. Voldemort acreditava que criar uma única horcrux, apesar de garantir-lhe proteção, ainda não seria o suficiente, o que o levou a assediar Horácio Slughorn ainda aos dezesseis anos, para descobrir quais as possíveis consequências ao bruxo que decidisse mutilar a alma tantas vezes. Criar uma só horcrux, retirando um pedaço da alma, já a deixa instável, e em toda a história da magia não houve bruxo que criara mais de duas horcruxes, sendo Voldemort a exceção: Voldemort ultrapassou a esfera da maldade que podemos chamar de normal.
Voldemort, no lugar de criar as horcruxes, simplesmente não criou uma Pedra Filosofal pelo fato dela sintetizar o Elixir da Vida, que deve ser tomado frequentemente para manter-se vivo. Segundo Dumbledore, Voldemort sempre fez tudo sozinho, e não admitiria depender da pedra para viver, pois caso alguém lhe roubasse, ele morreria.
Na opinião de Dumbledore, um bruxo tão cobiçoso de objetos marcantes dentro da história da magia, como Voldemort, não colocaria pedaços de sua preciosa alma em qualquer objeto comum. Ele certamente procuraria coisas que fossem importantes, familiares ou históricas. Ele sempre acreditou na sua superioridade e estava determinado a abrir para si um lugar na história da magia.

### O Diário de Tom Marvolo Riddle
O Diário de Tom Riddle é um objeto mágico da série Harry Potter, que aparece primeiramente no livro Harry Potter e a Câmara Secreta. É um diário encadernado em couro preto, comprado em uma papelaria trouxa, e em que o jovem Tom Marvolo Riddle (Lord Voldemort) escreveu durante sua estadia em Hogwarts.
Cinquenta anos depois, Voldemort deixou o livro perigoso nas mãos de seu fiel seguidor Lúcio Malfoy, informando-lhe que o diário, caso fosse reintroduzido em Hogwarts, causaria a reabertura da Câmara Secreta, pois fora enfeitiçado para tal fim. Voldemort, entretanto, omitiu a real natureza do objeto ao seu servo, que mais tarde passou-o para Gina Weasley. Ele pôs o objeto despercebidamente entre os livros que a garota comprara no Beco Diagonal para o seu primeiro ano letivo em Hogwarts, sem ela saber. Malfoy fez esta escolha, segundo nos conta Dumbledore, com a intenção de satisfazer três objetivos pessoais: Livrar-se de um objeto das trevas extremamente incriminador (o Ministério estava organizando buscas à época para localizar objetos obscuros ou suspeitos); Ver Dumbledore expulso de Hogwarts (o que de fato ocorreu, por um breve período); e pôr o objeto nas mãos da filha de um desafeto funcionário do ministério, Arthur Weasley, na esperança de que este fosse desacreditado ao ser relacionado com o diário.
Em Hogwarts, Gina então passa a conversar com o diário, desabafa e "fala de seus sentimentos", acreditando que este era seu amigo. Riddle fingiu compreendê-la, enganando-a, até que fica forte o bastante para possuí-la (ainda no diário), e a força a abrir novamente a Câmara Secreta. Gina, que perde sua memória sempre que é possuída, percebe que não sabe onde esteve durante os ataques aos colegas, começa a acreditar que é a responsável e teme por sua sanidade mental.
Gina suspeita do diário e tenta se livrar dele jogando-o no banheiro da Murta que Geme. Harry então encontra o diário e começa a conversar com Riddle. Riddle então tenta ganhar a confiança de Harry mostrando-lhe, numa experiência semelhante ao uso de uma penseira, sua captura de Hagrid.
Gina, que acaba vendo Harry com o diário  e com medo de que Harry descobrisse que ela escrevera nele seus sentimentos por ele, entra no seu dormitório enquanto esteve vazio e furta o livro. Harry e seus amigos tem apenas uma pista sobre quem roubou o diário: certamente seria um membro da Grifinória, uma vez que nenhum outro aluno poderia ter acesso ao seu dormitório. Aparentemente, Gina não poderia resistir aos poderes do diário, pois continuou a escrever nele. Eventualmente, Riddle absorveu bastante força vital de Gina, o bastante para sair do diário, levando-a para dentro da Câmara para atrair Harry, deixando-a inconsciente, sendo que a cada minuto que passava a força vital de Gina ia sendo transportada para Riddle, fazendo-o se tornar vivo novamente. Harry descobre onde fica a Câmara e lá desce para tentar salvar Gina. Riddle tenta usar o basilisco para matar Harry, mas sem sucesso. Então Harry destrói o diário de Riddle com as presas do basilisco que consegue com a ajuda da Espada de Gryffindor, libertando Gina.
Tom Riddle ainda jovem tinha esse diário, cujo valor residia no fato de ser a evidência de seus atos enquanto esteve em Hogwarts, em particular e especialmente, a abertura da Câmara Secreta em seu quinto ano. Para Riddle, todos esses registros tornavam o diário em um objeto especial, pois comprovavam sua identidade de verdadeiro herdeiro de Slytherin. Ele provavelmente atacou alguns estudantes nascidos trouxas, sem, porém, matá-los (quando mostra sua captura de Hagrid a Harry, o o diretor à época, Prof. Armando Dippet, diz que houve "ataques", o que leva a crer que os estudantes atacados encontravam-se petrificados, tal como aconteceu nos tempos de Harry). Eventualmente, Riddle teve sucesso na tentativa de matar uma aluna: a garota foi morta no banheiro feminino do segundo andar, onde estava sozinha; seu fantasma permaneceu assombrando o banheiro em questão, sendo conhecida depois como Murta Que Geme. Como Murta morreu, o diretor Dippet disse aos alunos que iria fechar Hogwarts, caso o atacante não fosse apanhado. Tom Riddle não queria isso, pois se fechassem Hogwarts ele voltaria para o orfanato, então ele jogou a culpa em Hagrid, que possuía em segredo uma acromântula chamada Aragogue, que criava em um armário. Com Hagrid injustamente acusado, culpado e expulso, Tom Riddle conseguiu um troféu de Serviços Prestados à Escola.
No livro e no filme, Tom revela ser Voldemort mudando a posição das letras de seu nome completo, que na época era Tom Marvolo Riddle, ficando "I am Lord Voldemort". No Brasil, seu nome foi adaptado para "Tom Servoleo Riddle", e seu anagrama é "Eis Lorde Voldemort".
A morte utilizada para transformar o diário em Horcrux foi a da Murta Que Geme.

### O Anel de Servolo Gaunt / O Anel de Marvolo Gaunt
Era um anel pertencente ao avô de Voldemort, Servolo Gaunt (Marvolo no original), com uma pedra em que estava gravado o emblema dos Irmãos Peverell. Voldemort conseguiu-o estuporando o tio Morfino Gaunt. Então, matou seu pai  e toda sua família por vingança, e fez Morfino ser preso pelo crime. Riddle transformou-o em Horcrux utilizando a morte de seu pai trouxa, e usou o anel durante a vida escolar.  Após terminar Hogwarts, o escondeu em uma caixa dourada enterrada nas ruínas da cabana dos Gaunt, que ele protegeu com uma série de feitiços. Dumbledore depois encontrou o anel e o destruiu com a espada de Godric Gryffindor (que, por ter sido usada por Harry Potter para matar o basilisco, estava impregnada de veneno e tornara-se capaz de destruir horcruxes).
A pedra do anel é mais tarde revelada como a A Pedra da Ressurreição, uma das Relíquias da Morte, que são três: a Pedra da Ressurreição, a Varinha das Varinhas (ou A Varinha da Morte) e a Capa de Invisibilidade.
Era o anel que o avô de Voldemort, Servolo, usava enquanto ainda era vivo, gabando-se e alegando sua nobre descendência de um dos irmãos Peverell (Cadmo Peverell, o provável criador e primeiro portador da Pedra da Ressurreição). Supõe-se que ele tenha sido criado para apenas guardar a Pedra da Ressurreição por algum membro antigo da própria família Gaunt. Não se sabe se Servolo conhecia os poderes da pedra, já que isso nunca foi citado. O próprio Voldemort transformou-a em Horcrux aparentemente ignorando o fato de ser uma das Relíquias da Morte.
Dumbledore acha o anel no verão de 1996, destrói a Horcrux, mas guarda o objeto, agora com a pedra rachada. Dumbledore deixou a pedra para Harry depois de sua morte, dentro do pomo de ouro que Harry capturou em sua primeira partida de Quadribol, para que o garoto a utilizasse para reunir coragem diante de sua tarefa final no último livro.

### O Medalhão de Salazar Slytherin
A mãe de Voldemort, Mérope Gaunt (bruxa), possuía um medalhão herdado de Salazar Slytherin (ou Salazar Sonserina), e vendera à Borgins & Burke por uma pequena quantia de dinheiro. O medalhão fora comprado por Hepzibah Smith, e Riddle pegou-o junto com a taça de Helga Hufflepuff após matá-la, dois dias depois de fazer uma visita e descobrir que ela possuía duas relíquias dos fundadores de Hogwarts. Voldemort tornou o objeto uma Horcrux (matando um mendigo), e o escondeu em uma caverna cheia de magia, de modo que quem a descobrisse fosse morto lenta e dolorosamente: a entrada só se revela ao se fazer um pagamento de sangue na parede de pedra. Que estava escondido o portal de acesso (segundo Dumbledore, Voldemort acreditava que a injúria física seria uma maneira eficiente para debilitar o invasor); dentro da caverna há um lago, cheio de Inferis e uma ilha no centro com uma bacia que abriga o medalhão, porém este só se revelaria depois que a poção enfraquecedora que enchia a bacia fosse bebida completamente. Engenhosamente, a poção da bacia causa intensa dor e sofrimento a quem a bebe, fazendo ainda que as memórias infelizes e os remorsos da vítima viessem à tona. Por fim, a bebida causa intensa sede, o que obriga a vítima a beber a água do lago (pois é impossível conjurar água na caverna). Ao romper a superfície das águas do lago, os inferi lá submersos emergem e atacam o invasor.
Alguns anos mais tarde, o Comensal da Morte arrependido Regulus Black, irmão de Sirius Black, descobriu sobre a Horcrux, e com a ajuda de seu Elfo-doméstico Monstro entrou na caverna e recuperou o medalhão, deixando um falso no lugar (encontrado por Harry e Dumbledore em Enígma do Príncipe). Regulus fora morto pelos Inferius, e Monstro voltou para a Casa dos Black onde, depois de tentar destruí-lo sem sucesso, esconde-o.
Durante o período em que a Mansão dos Black foi sede da Ordem da Fênix, Mundungo Fletcher descobriu o medalhão e o roubou, e após os Comensais tomarem o Ministério da Magia, Dolores Umbridge confiscou o medalhão de Mundungo (que, na ocasião, vendia outros pertences roubados da casa dos Black, como taças e talheres de prata) em troca de deixá-lo livre. Após recuperarem o medalhão de Umbridge, Harry Potter, Rony Weasley e Hermione Granger buscam a espada de Gryffindor para destruí-lo. Após acharem-na, Rony destrói a horcrux (que tentou possui-lo ao mostrar para Rony seus grandes medos, como Harry e Hermione iniciando um relacionamento e Rony não ser bom o suficiente para Hermione).

### A Taça de Helga Hufflepuff
Riddle conseguiu uma taça de Helga Hufflepuff (Helga Lufa-Lufa) junto com o Medalhão de Slytherin, assassinando Hepzibah Smith e acusando a elfa doméstica da casa pelo crime. Voldemort confiou a taça à Belatriz Lestrange, que a guardou em seu cofre em Gringotes. Harry, Rony e Hermione invadem o cofre e pegam a taça, destruída por Hermione após pegar as presas do Basilisco morto na Câmara Secreta.
O assassinato utilizado para transformar a taça em horcrux foi o da sua própria dona, Hepzibah Smith.

### O Diadema de Rowena Ravenclaw
Um objeto muito procurado por estudantes através dos séculos, o diadema de Rowena Ravenclaw (Rowena Corvinal) (uma espécie de tiara azul com a águia da Corvinal) supostamente aumentaria a inteligência de quem o usasse. A filha de Ravenclaw, Helena, roubou-o e escondeu-o numa floresta albanesa ANTES de ser morta pelo Barão Sangrento.  Rowena agiu como se nada tivesse acontecido, e ninguém soube do paradeiro da joia, considerada desaparecida - até que Tom Marvolo Riddle descobriu sua localização persuadindo o fantasma de Helena, conhecido em Hogwarts como Dama Cinzenta.
Voldemort escondeu o diadema na Sala Precisa, provavelmente na noite em que pediu o cargo de professor de Defesa Contra as Artes das Trevas a Dumbledore, acreditando que somente ele conhecia os segredos de Hogwarts o suficiente para encontrar aquele lugar. Harry inadvertidamente descobriu sua localização ao esconder o livro de poções do Príncipe Mestiço em Enigma do Príncipe, pondo-o, juntamente com uma velha peruca, na cabeça de um feio busto de pedra que usou para marcar o local onde escondera o livro. No ano seguinte, Harry, Rony e Hermione revisitam a sala em busca do diadema, e são descobertos por Draco Malfoy, Crabbe e Goyle. Segue-se uma luta, no qual Crabbe conjura chamas vivas com o feitiço Fogomaldito, perdendo, porém, o controle e criando um incêndio tão forte que acaba não só incinerando todo o conteúdo da Sala Precisa, como também matando o próprio Crabbe e destruindo o fragmento de alma que havia na horcrux (Hermione logo explica que o Fogomaldito é uma das substâncias capazes de destruir horcruxes, embora seu uso para tal fim seja extremamente perigoso devido a natureza instável do encantamento). Porém, em filme, Harry fica sabendo do paradeiro do diadema somente após procurar o fantasma de Helena Ravenclaw, que a princípio hesitou em dizer a localização, mas no fim deu a dica a Harry que estaria na Sala Precisa. O diadema, no filme, não se destruiu somente com o Fogo maldito: Harry teve que atingi-lo com o dente de basilisco e, em seguida, Rony o jogou ao fogo.

### A Cobra Nagini
Nagini é descrita como grossa e comprida, com a grossura de uma coxa masculina (Harry Potter e as Relíquias da Morte). Durante Harry Potter e as Relíquias da Morte, Voldemort costumava mandar Nagini em missões, controlando-a com um vínculo mental que, de acordo com Dumbledore, era incomum até mesmo para um ofidioglota, o que levantou a suspeita inicial para a verdadeira natureza da cobra. Após descobrir que Harry, Rony e Hermione estavam caçando as Horcruxes, ele a coloca em uma jaula mágica impenetrável. Após atingir Harry com a Maldição da Morte na Floresta Proibida e acreditar que este morrera, Voldemort ficou tão confiante de que ela não estaria mais em perigo que a deixou livre de sua proteção mágica, o que permitiu que Neville Longbottom a decapitasse com a Espada de Godric Gryffindor, destruindo a Horcrux.
Voldemort tornou sua cobra Nagini uma horcrux após matar uma bruxa chamada Berta Jorkins, em algum momento do verão de 1994. Enquanto ela estava de férias na Albânia, por acaso encontrou Rabicho, que a dominou e  levou para Voldemort. Ele a matou após extrair dela informações que lhe foram úteis no engendramento de seu plano para capturar Harry Potter durante o Torneio Tribruxo, em "Cálice de Fogo".

### Harry Potter
Em 31 de outubro de 1981, no momento em que Lord Voldemort ataca Harry Potter de apenas 15 meses com a Maldição da Morte, sua mãe Lilian Potter o protege com um amoroso sacrifício fazendo com que Harry seja a única pessoa conhecida a sobreviver à tal maldição. Sem o conhecimento de Voldemort, o incidente também transformou Harry em uma Horcrux, pois um pedaço da alma de Lord Voldemort se incorporou em Harry. 